# Unit Of Work
Unit Of Work — патерн об'єктно-реляційної поведінки, мета якого полягає у відстежуванні зміни об'єктів під час транзакції. Часто використовується із патерном Repository.
Під час роботи із базою даних важливо відстежувати зміни в об'єктах, в іншому випадку дані не будуть оновлені. Це також вірно для операцій додавання та видалення.
Можна змінювати дані в сховищі при кожній взаємодії з об'єктом, але це призведе до багатьох викликів у базу даних. Очевидно це потребує підтримування транзакції відкритою, що впливає на продуктивність роботи.
Даний шаблон пропонує відстежувати всі зміни над об'єктами та вносити їх у вигляді єдиної транзакції.

## Переваги та недоліки

### Переваги
- UnitOfWork покликаний відстежувати всі зміни даних, які ми здійснюємо з доменною моделлю в рамках бізнес-транзакції. Після того, як бізнес-транзакція закривається, всі зміни потрапляють в БД у вигляді єдиної транзакції.
- Фабрика для репозиторіїв
- Лінива ініціалізація репозиторіїв (залежно від реалізації)
- Забезпечує використання одного з'єднання до БД усіма репозиторіями

### Недоліки
- Зростає кількість класів

## Опис мовою C#
Розглянемо спочатку реалізацію шаблону запропоновану Мартіном Фаулером. Вона передбачає методи для відстеження змін в об'єктах та здійснення транзакції.
```
public
 
class
 
UnitOfWork

{

    
// методи для відстеження стану об'єктів

    
public
 
void
 
RegisterAdd
(
object
 
newObject
)

    
{

        
...

    
}

    
public
 
void
 
RegisterUpdate
(
object
 
newObject
)

    
{

        
...

    
}

    
public
 
void
 
RegisterDelete
(
object
 
newObject
)

    
{

        
...

    
}

    
// методи для здійснення транзакції

    
public
 
void
 
Commit
()

    
{

        
...

    
}

    
public
 
void
 
Rollback
()

    
{

        
...

    
}

}

```

Даний шаблон можна адаптувати, до мови програмування. Таким чином використаємо Entity Framework. Нехай дано деякі класи сутностей.
```
public
 
class
 
User
 
{
 
...
 
}

public
 
class
 
Apartment
 
{
 
...
 
}

public
 
class
 
Bill
 
{
 
...
 
}

```

А також припустимо, що патерн Repository для цих сутностей вже реалізований.
Запишемо інтерфейс до Unit Of Work та його реалізацію. Нам більше не потрібно відстежувати зміни у сутностях через те, що ця поведінка реалізована у Entity Framework. Але також це означає, що у нас виникнуть складнощі при зміні фреймворку.
```
public
 
interface
 
IUnitOfWork

{

    
IUserRepository
 
UserRepository
 
{
 
get
;
 
}

    
IApartmentRepository
 
ApartmentRepository
 
{
 
get
;
 
}

    
IBillRepository
 
BillRepository
 
{
 
get
;
 
}

    
void
 
Update
<
TEntity
>
(
TEntity
 
entityToUpdate
)
 
where
 
TEntity
 
:
 
class
;

    
int
 
Save
();

}

```

Найпростіша реалізація матиме наступний вигляд:
```
public
 
class
 
UnitOfWork
 
:
 
IUnitOfWork

{

    
// поля

    
private
 
readonly
 
DbContext
 
dataBaseContext
;

    
private
 
readonly
 
IUserRepository
 
userRepository
;

    
private
 
readonly
 
IApartmentRepository
 
apartmentRepository
;

    
private
 
readonly
 
IBillRepository
 
billRepository
;

    
// конструктори

    
public
 
UnitOfWork
(
DbContext
 
dataBaseContext
)

    
{

        
this
.
dataBaseContext
 
=
 
dataBaseContext
;

        
this
.
userRepository
 
=
 
new
 
UserRepository
(
dataBaseContext
);

        
this
.
apartmentRepository
 
=
 
new
 
ApartmentRepository
(
dataBaseContext
);

        
this
.
billRepository
 
=
 
new
 
BillRepository
(
dataBaseContext
);

    
}

    
// властивості

    
public
 
IUserRepository
 
UserRepository
 
=>
 
userRepository
;

    
public
 
IApartmentRepository
 
ApartmentRepository
 
=>
 
apartmentRepository
;

    
public
 
IBillRepository
 
BillRepository
 
=>
 
billRepository
;

    
// методи

    
public
 
int
 
Save
()

    
{

        
return
 
dataBaseContext
.
SaveChanges
();

    
}

    
public
 
void
 
Update
<
TEntity
>
(
TEntity
 
entityToUpdate
)
 
where
 
TEntity
 
:
 
class

    
{

        
if
 
(
dataBaseContext
.
Entry
(
entityToUpdate
).
State
 
==
 
EntityState
.
Detached
)

        
{

            
dataBaseContext
.
Set
<
TEntity
>
().
Attach
(
entityToUpdate
);

        
}

        
dataBaseContext
.
Entry
(
entityToUpdate
).
State
 
=
 
EntityState
.
Modified
;

    
}

}

```

Недолік полягає у створенні всіх репозиторіїв при ініціалізації Unit Of Work. Забезпечимо їх ліниву ініціалізацію. Перепишемо властивості наступним чином:
```
...

    
public
 
IUserRepository
 
UserRepository

    
{

        
get

        
{

            
if
 
(
userRepository
 
==
 
null
)
 
userRepository
 
=
 
new
 
UserRepository
(
dataBaseContext
);

            
return
 
userRepository
;

        
}

    
}

...

```

Якщо з'являється необхідність додати нову сутність — доведеться кожний раз редагувати клас та інтерфейс, що вміщюють логіку Unit Of Work.
Також актуалізується проблема неможливості вибору специфічної реалізації репозиторію (наприклад, покращеної версії). Вирішити такі проблеми можна, наприклад, наступним чином:
```
public
 
interface
 
IUnitOfWork

{

    
TRepository
 
GetRepository
<
TEntity
,
 
TRepository
>
()

        
where
 
TEntity
 
:
 
class

        
where
 
TRepository
 
:
 
IRepository
<
TEntity
>
,
 
new
();

    
void
 
Update
<
TEntity
>
(
TEntity
 
entityToUpdate
)
 
where
 
TEntity
 
:
 
class
;

    
int
 
Save
();

}

public
 
class
 
UnitOfWork
 
:
 
IUnitOfWork

{

    
// поля

    
private
 
readonly
 
DbContext
 
dataBaseContext
;

    
private
 
readonly
 
IDictionary
<
Type
,
 
object
>
 
repositoriesFactory
;

    
// конструктори

    
public
 
UnitOfWork
(
DbContext
 
dataBaseContext
)

    
{

        
this
.
dataBaseContext
 
=
 
dataBaseContext
;

        
this
.
repositoriesFactory
 
=
 
new
 
Dictionary
<
Type
,
 
object
>
();

    
}

    

    
// методи

    
public
 
TRepository
 
GetRepository
<
TEntity
,
 
TRepository
>
()

            
where
 
TEntity
 
:
 
class

            
where
 
TRepository
 
:
 
IRepository
<
TEntity
>
,
 
new
()

    
{

        
Type
 
key
 
=
 
typeof
(
TEntity
);

        
// add repo, lazy loading

        
if
 
(
!
repositoriesFactory
.
ContainsKey
(
key
))

        
{

            
TRepository
 
repository
 
=
 
new
 
TRepository
();

            
repository
.
SetDbContext
(
dataBaseContext
);

            
repositoriesFactory
.
Add
(
key
,
 
repository
);

        
}

        
// return repository

        
return
 
(
TRepository
)
repositoriesFactory
[
key
];

    
}

...

}

```

У нинішніх реаліях важливо контролювати доступ багатьох потоків до репозиторію. Поряд із стандартними блокуваннями можна використати вбудовані можливості С#, зокрема клас ConcurrentDictionary: Реалізація може виглядати так:
```
public
 
class
 
UnitOfWork
 
:
 
IUnitOfWork

{

    
// поля

    
private
 
readonly
 
DbContext
 
dataBaseContext
;

    
private
 
readonly
 
ConcurrentDictionary
<
Type
,
 
object
>
 
repositoriesFactory
;

    
// конструктори

    
public
 
UnitOfWork
(
DbContext
 
dataBaseContext
)

    
{

        
this
.
dataBaseContext
 
=
 
dataBaseContext
;

        
this
.
repositoriesFactory
 
=
 
new
 
ConcurrentDictionary
<
Type
,
 
object
>
();

    
}

    

    
// методи

    
public
 
TRepository
 
GetRepository
<
TEntity
,
 
TRepository
>
()

            
where
 
TEntity
 
:
 
class

            
where
 
TRepository
 
:
 
IRepository
<
TEntity
>
,
 
new
()

    
{

        
Type
 
key
 
=
 
typeof
(
TEntity
);

        
// add repo, lazy loading

        
return
 
(
TRepository
)
repositoriesFactory
.
GetOrAdd
(
key
,
 
factory
 
=>

        
{

            
TRepository
 
repository
 
=
 
new
 
TRepository
();

            
repository
.
SetDbContext
(
dataBaseContext
);

            
return
 
repository
;

        
});

    
}

...

}

```

Залишилось вирішити, те що метод GetRepository працює із реалізацією, а не абстракцією. Скористаємось фабрикою
```
public
 
class
 
UnitOfWork
 
:
 
IUnitOfWork

{

    
// поля

    
private
 
readonly
 
DbContext
 
dataBaseContext
;

    
private
 
readonly
 
ConcurrentDictionary
<
Type
,
 
object
>
 
repositories
;

    
private
 
readonly
 
IDictionary
<
Type
,
 
Func
<
object
>>
 
repositoriesFactory
;

    
// конструктори

    
public
 
UnitOfWork
(
DbContext
 
dataBaseContext
)

    
{

        
this
.
dataBaseContext
 
=
 
dataBaseContext
;

        

        
this
.
repositoriesFactory
 
=
 
InitializeRepositoriesFactory
();

        
this
.
repositories
 
=
 
new
 
ConcurrentDictionary
<
Type
,
 
object
>
();

    
}

    

    
private
 
IDictionary
<
Type
,
 
Func
<
object
>>
 
InitializeRepositoriesFactory
()

    
{

        
return
 
new
 
Dictionary
<
Type
,
 
Func
<
object
>>
()

        
{

            
[typeof(IUserRepository)]
 
=
 
()
 
=>
 
new
 
UserRepository
(
dataBaseContext
),

                                     
.
    
.
    
.

        
};

    
}

    
public
 
void
 
RegisterRepositoriesFromAssembly
(
Assembly
 
assembly
)

    
{

                                     
.
    
.
    
.

    
}

    
private
 
void
 
RegisterRepository
(
Type
 
key
,
 
IRepository
 
repository
)

    
{

                                     
.
    
.
    
.

    
}

    
// методи

    
public
 
TRepositoryInterface
 
GetRepository
<
TRepositoryInterface
>
()

    
{

        
Type
 
key
 
=
 
typeof
(
TRepositoryInterface
);

            

        
return
 
(
TRepositoryInterface
)
repositories
.
GetOrAdd
(
key
,
 
repositoriesFactory
[
key
].
Invoke
());

    
}

...

}

```

## Зв'язок з іншими патернами
- Unit Of Work та Repository часто[джерело?] використовують в парі.